# Stemma ottomano

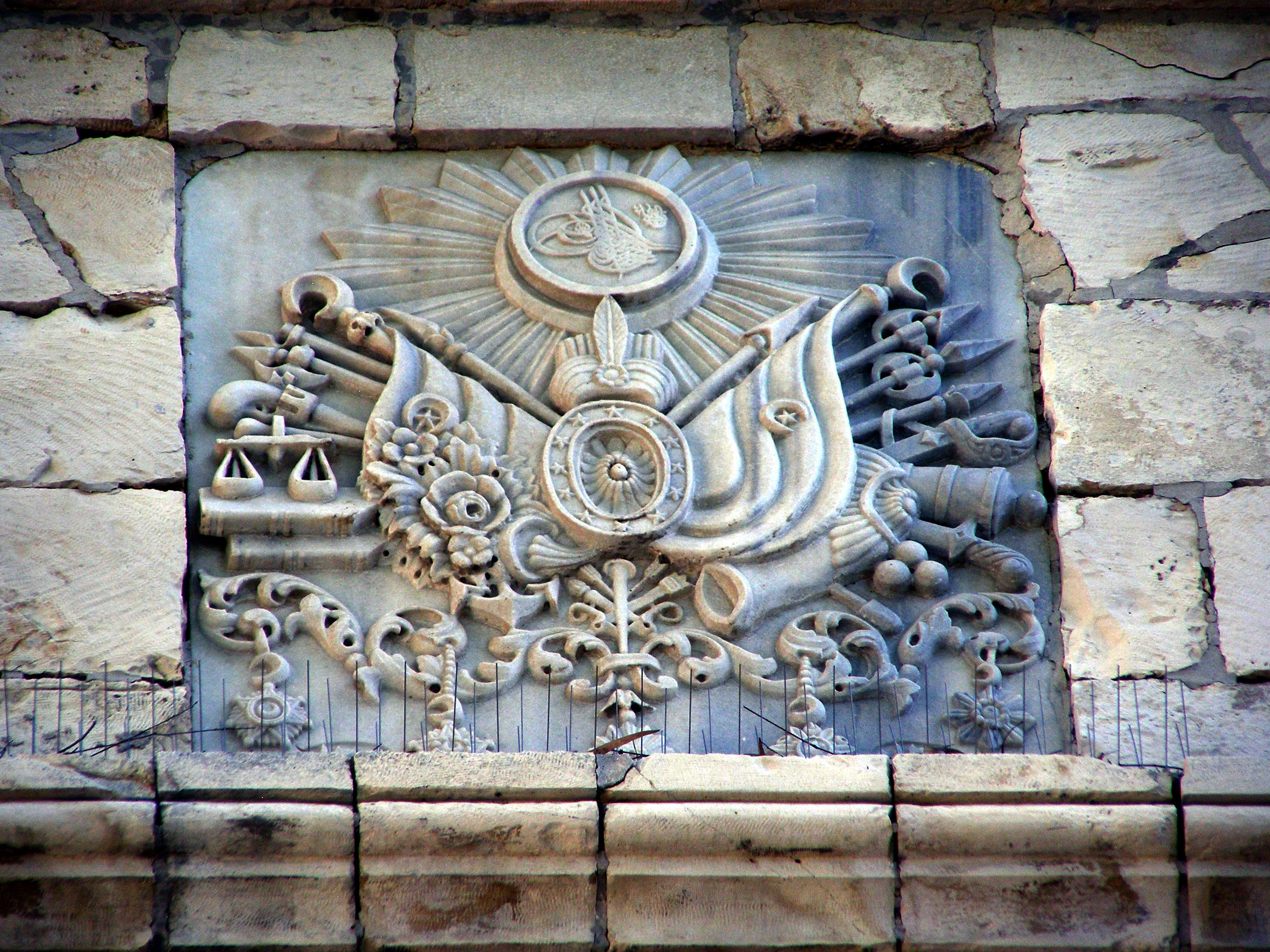

Ogni sultano dell'Impero ottomano aveva un proprio stemma, chiamato tughra, che era usato come emblema militare e dello stato. Gli emblemi moderni, ispirati da quelli europei, sono stati creati nel XIX secolo. Quello definitivo è stato adottato dal Sultano Abdul Hamid II il 17 aprile 1882. Include due bandiere: la bandiera dell'Anatolia e gli altri eyaleti asiatici che ha una luna crescente e una stella su un fondo rosso, e la bandiera del Rumelia che ha tre lune crescenti su un fondo verde.
Alcuni elementi grafici dello stemma quali l'ovale centrale e la luna crescente verticale con stella sono stati ereditati dalla moderna Repubblica di Turchia.